# Jennifer Esposito
Jennifer Esposito (Brooklyn, Nueva York, 11 de abril de 1973) es una actriz y bailarina estadounidense. En el 2019, interpretó a Susan Raynor directora de la CIA, en la conocida serie de Amazon Prime Video basada en los cómics The Boys.

## Filmografía
| Año           | Película                              | Rol                                    | Notas                                     |
| 1995          | The City                              | Connie Soleito                         | Serie de televisión                       |
| 1995          | The Sunshine Boys                     | Jeannie                                | Serie de televisión                       |
| 1996          | Spin City                             | Stacey Paterno                         | Serie de televisión                       |
| 1997          | Kiss Me, Guido                        | Debbie                                 |                                           |
| 1997          | A Brother's Kiss                      | Lucy                                   |                                           |
| 1997          | A Brooklyn State of Mind              | Donna Delgrosso                        |                                           |
| 1998          | I Still Know What You Did Last Summer | Nancy                                  |                                           |
| 1998          | Side Streets                          | Jessica                                |                                           |
| 1998          | He Got Game                           | Ms. Janus                              |                                           |
| 1998          | No Looking Back                       | Teresa                                 |                                           |
| 1999          | The Bachelor                          | Daphne                                 |                                           |
| 1999          | Just One Time                         | Michelle                               |                                           |
| 1999          | Summer of Sam                         | Ruby                                   |                                           |
| 2000          | Dracula 2000                          | Solina                                 |                                           |
| 2000          | Boys Life 3                           | Michelle                               |                                           |
| 2001          | Beyond the City Limits                | Helen Toretti                          |                                           |
| 2001          | Don't Say a Word                      | Detective Sandra Cassidy               |                                           |
| 2001          | Made                                  | Chica de club                          |                                           |
| 2001          | La proposición                        | Susan Reese                            |                                           |
| 2001          | Backlash                              | Oliver Dee "Harley" Klintucker         |                                           |
| 2002          | The Master of Disguise                | Jennifer Baker                         |                                           |
| 2002          | Welcome to Collinwood                 | Carmela                                |                                           |
| 2004          | Taxi                                  | Teniente Marta Robbins                 |                                           |
| 2004          | Crash                                 | Ria                                    |                                           |
| 2004          | Breakin' All the Rules                | Rita Monroe                            |                                           |
| 2005          | Related                               | Ginnie Sorelli                         | Serie de televisión                       |
| 2005          | American Crude                        | Carlos                                 |                                           |
| 2005          | Jesus, Mary and Joey                  | Frankie Vitello                        |                                           |
| 2007          | Samantha Who?                         | Andrea Belladonna                      | Serie de televisión                       |
| 2010          | Blue Bloods                           | Detective Jackie Curatola              | Serie de televisión                       |
| 2012          | Bending the Rules                     | Olivia García                          |                                           |
| 2014          | She's Funny That Way                  | Margie                                 |                                           |
| 2014          | Taxi Brooklyn                         | Mónica Pena                            | serie de televisión                       |
| 2015          | Mistress                              | Calista Raines                         | serie de televisión                       |
| 2016-presente | NCIS                                  | Agente especial Alexandra “Alex” Quinn | serie de televisión                       |
| 2019          | Mary                                  | Detective Clarkson                     |                                           |
| 2019          | The Boys                              | Agente Susan Raynor                    | Serie de televisión (6 episodios)         |
| 2023          | Fresh Kills                           | Francine                               | También directora, productora y guionista |

## Premios

### Premios del Sindicato de Actores
| Año  | Categoría     | Película | Resultado |
| ---- | ------------- | -------- | --------- |
| 2006 | Mejor reparto | Crash    | Ganadora  |